# ملعب فاقوس
ملعب فاقوس أو الساحة الشعبية بفاقوس هو الملعب الخاص لنادي فاقوس ومركز شباب فاقوس ويضمُّ ملعب لكرة القدم وملاعب لكرة السلة والطائرة ونادي اجتماعي وبعض المطاعم وكذلك صالة لحفلات الزفاف.